# 上野隆一
上野 隆一（うえの りゅういち、1948年（昭和23年） - ）は、山形県東田川郡藤島町（現・鶴岡市）出身の、実業家。株式会社ウエノ代表取締役社長、NPO法人庄内みずほの郷理事長。出羽商工会会長。

## 略歴
- 1948年（昭和23年）、山形県東田川郡藤島町（現・鶴岡市）に生れる。
- 山形県立庄内農業高等学校卒業。
- 1969年（昭和44年）、農業者大学校に入学（2期生）。
- 1982年（昭和57年）1月、コイル製造業を始める。
- 1984年（昭和59年）、有限会社上野製作所を設立して代表取締役社長に就任する。
- 1996年（平成8年）、同社を株式会社ウエノに改組し代表取締役社長に就任する。
- 2002年（平成14年）5月23日、NPO法人庄内みずほの郷を設立して理事長に就任する。
- 2004年（平成16年）、『農村通信』農村通信社刊に、農家からコイル製造業者に転身した経緯が連載される。
  - 5月、『東北の「光り輝く」企業たち』（財）東北産業活性化センター刊で（株）ウエノがコイル生産高日本一として紹介される。
- 2008年（平成20年）11月27日、第5回日経ものづくり大賞・日経BP特別賞受賞。
- 2009年（平成21年）1月26日、経済産業省東北経済産業局『資金調達実践セミナー』で講師。
  - 1月28日、東北ニュービジネス大賞受賞。
- 2009年（平成21年）4月21日、『元気なモノ作り中小企業300社に選ばれる』

## 主な出典
- やまがたコミュニティー新聞
- 民報藤島2004年5月30日号